# Asociación Deportiva Puntarenense
La Asociación Deportiva Puntarenense fue un club de Costa Rica que jugaba en la Segunda División de Costa Rica. Estuvo en segunda división desde su creación en 1985.

## Historia
Fue fundado en 1985, luego de tomar la franquicia del Rosalilia el cual con su primer nombre Club Deportivo Costa Rica de Esparza o Las Playitas, lograron el título regional por Puntarenas y nacional de 3.ª División en 1982.
Los puntarenenses debutaron el domingo 11 de marzo de 1985, en el Estadio Palmareño Solís, los porteños cayeron 3-2 ante Palmares. En ese año se ubicaron en la posición 16 con 26 puntos.
ASODEPU avanza a la segunda fase en los años 1986, 87 y 88, en 1992 fue tercer lugar, y en la temporada 1993-1994 se ubicó en premier lugar del grupo 1, ganando la primera fase al derrotar a Goicoechea, primero del grupo 2.
En ese año disputó la final contra la Asociación Deportiva Sagrada Familia, en el primer juego cayeron 4-1 en el Estadio Nacional el domingo 1 de mayo de 1994, y el sábado 7 de mayo en su propio reducto perdieron 3-1, lo que le dio el pase a los sagradeños.
Los porteños jugaron en la temporada 1994-1995 una liguilla ante Turrialba, pero los azucareros ganaron la serie y permanecieron en la Primera División.
En las temporadas 2000-2001, 2001-2002 y 2002-2003 los chuchequeros pasaron a la segunda fase. En la temporada 2006-2007 los puntarenenses cedieron la franquicia al señor Juan Luis Hernández, el cual trasladó el equipo a la localidad de Parrita, conservando el nombre de ASODEPU. Los parriteños debutaron en la Liga de Ascenso el domingo 13 de agosto del 2006, en el estadio Fernando Gómez de Parrita, cayendo 3-0.
Una temporada después su franquicia cambia de nombre Orión F.C., y el señor Juan Luis Hernández, traslada el equipo al Valle Central, jugando en el Estadio Lito Monge de Curridabat. Esto marcó el final de la ASODEPU. 
En la temporada 2009-2010 Orión F.C. descendió a Primera División de LINAFA y actualmente ese equipo es filial del Orión F.C. que jugará la temporada 2011-2012 en la Segunda División de Costa Rica.
El principal rival de la ASODEPU siempre fue la A.D. Municipal Puntarenas, ya fuera en amistosos o los años que ambos compitieron en la Segunda División.

## Datos del club
- Temporadas en 1ªdivisión:
- Temporadas en 2ªdivisión: 20
- Temporadas en 3ªdivisión: 1
- Mayor goleada conseguida: 
  - En campeonatos nacionales: Sin dato.
  - En campeonatos internacionales: No ha participado
- Mayor goleada encajada: 
  - En campeonatos nacionales: Sin dato
  - En campeonatos internacionales: No ha participado
- Mejor puesto en la liga: Subcampeón de Segunda División en la temporada 1994-1995.
- Máximo goleador: Sin dato

## Palmarés
Torneos nacionales del antiguo C.D. Costa Rica de Esparza (Rosalia)
- Campeón Nacional de Tercera División Puntarenas (1): 1982

- Tercera División de Costa Rica (1): 1982